# Липско (гмина)
Липско (пол. Lipsko)— гмина (волость) в Польше, входит как административная единица в Липский повет, Мазовецкое воеводство. Население 11 647 человек (на 2004 год).

## Сельские округа
1. Бабилён
2. Борово
3. Божы-Дар
4. Домбрувка
5. Длуговоля-Друга
6. Длуговоля-Первша
7. Голембюв
8. Грущын
9. Хеленув
10. Хута
11. Якубувка
12. Елёнек
13. Юзефув
14. Катажинув
15. Кремпа-Гурна
16. Кремпа-Косцельна
17. Леопольдув
18. Лещыны
19. Липа-Кремпа
20. Липа-Микляс
21. Малгожацин
22. Марушув
23. Мазаже
24. Нова-Весь
25. Поремба
26. Ратынец
27. Шиманув
28. Слёнско
29. Томашувка
30. Валентынув
31. Виснювек
32. Воля-Солецка-Друга
33. Воля-Солецка-Первша
34. Вулька
35. Зофювка

## Соседние гмины
1. Гмина Хотча
2. Гмина Цепелюв
3. Гмина Сенно
4. Гмина Солец-над-Вислой
5. Гмина Жечнюв